# Mute
Mute, também conhecida como Maute e Moute, era uma deusa mãe adorada no Antigo Egito. Seu nome significa mãe na antiga língua egípcia.

## Mitologia
Mute era a consorte de Amom, a divindade padroeira dos faraós durante o Reino Médio (c. 2055–1650 a.C.) e Reino Novo (c. 1550–1070 a.C.). Amauni e Uosrete podem ter sido consortes de Amom no início da história egípcia, mas Mute, que não apareceu nos textos ou na arte até o final do Reino Médio, as substituiu. No Reino Novo, Amom e Mute eram as divindades padroeiras de Tebas, uma importante cidade do Alto Egito, e formaram uma tríade de culto com seu filho, Quespisiquis. Seu outro papel importante foi como uma divindade leoa, uma contraparte do Alto Egito da temível deusa do Baixo Egito, Sacmis.

## Descrições
Antes do fim do Reino Novo, quase todas as imagens de figuras femininas usando a coroa dupla do Alto e Baixo Egito eram representações da deusa Mute, aqui rotulada como "Senhora do Céu, Senhora de Todos os Deuses". A última imagem nesta página mostra as características faciais da deusa que marcam esta como uma obra feita em algum momento entre o final da XVIII dinastia e no início do reinado de Ramessés II (r. 1279–1213 a.C.).